# غاري بي غيلروي
غاري بي غيلروي (بالإنجليزية: Gary P. Gilroy)‏ هو عالم موسيقى أمريكي، ولد في 1958.